# Saint-Martin-de-Vaulserre
Saint-Martin-de-Vaulserre este o comună în departamentul Isère din sud-estul Franței. În 2009 avea o populație de 245 de locuitori.

## Evoluția populației
| An        | 1975 | 1982 | 1990 | 1999 | 2006 | 2009 |
| --------- | ---- | ---- | ---- | ---- | ---- | ---- |
| Populație | 134  | 155  | 191  | 208  | 218  | 245  |